# Jonathan Littell
Jonathan Littel (* 10. října 1967, New York, USA) je francouzsky píšící americký spisovatel v současnosti žijící v Barceloně. (Ve Francii je považován za francouzského spisovatele amerického původu.) Jeho nejznámějším dílem je román Laskavé bohyně.

## Životopis
Narodil se v židovské rodině (sám se však za žida „vůbec nepovažuje“), která emigrovala z Polska do Spojených států na konci 19. století, jeho otcem je spisovatel Robert Littell. Vystudoval pařížské Lycée Fenelon a odjel do Ameriky studovat na Yale. Po třech letech na Yale odjel na tehdy válčící Balkán. V průběhu sedmi let se účastnil humanitárních akcí neziskové organizace Action contre la faim, hlavně v Bosně a Hercegovině, ale také na různých místech po celém světě jako např. v Čečensku, Afghánistánu, Demokratické republice Kongu nebo dokonce v Moskvě. V roce 2001 se rozhodl ukončit humanitární činnost a začal psát svůj nejznámější román Laskavé bohyně, rozsáhlou fresku vykreslující pomocí fiktivních vzpomínek vzdělaného důstojníka SS Maxmiliana Aue druhou světovou válku a východní frontu. Laskavé bohyně získaly v roce 2006 Goncourtovu cenu a Velkou cenu Francouzské akademie za román. Jorge Semprún tuto knihu označil za „událost století“.
Společně s knihou Laskavé bohyně vznikla, jako "vedlejší produkt" i obsáhlá esej Suché a vlhké, věnující se jazykovému rozboru myšlení fašisty, zde konkrétně Leóna Degrelle. Dílo navazuje na myšlenky a postupy německého sociologa Klause Theweleita.
Jediné jeho předchozí vydané dílo, kyberpunkový román Bad Voltage, vyšlo v roce 1989 ve vydavatelství Signet Book. Kniha sice neobsahuje žádné zmínky o autorovi, ale časté odkazy na Francii a autory jako Jean Genet a Charles Baudelaire a na Paříž bezpochyby ukazují na téhož autora. Několikrát zde ostatně zmiňuje pařížské podzemí, kde se děj (často) odehrává (Jonathan Littell byl během svých studií na Lycée Fenelon v Paříži tzv. katafilem – milovníkem nezákonných výprav do (nejen) pařížského podzemí).
V roce 2006 zveřejnil obsáhlou a podrobnou zprávu o ruských tajných službách v letech 1991–2005 The Security Organs of the Russian Federation - A Brief History 1991–2005
V současnosti žije s manželkou, synem a dcerou v Barceloně.

## Dílo
- Bad Voltage – Signet Books, 1989, ISBN 0-451-16014-2
- Laskavé bohyně (Les Bienveillantes) – Gallimard, 2006, ISBN 2-07-078097-X, český překlad Michala Marková, Odeon, 2008, ISBN 978-80-207-1278-3
- Suché a vlhké (Le sec et l'humide) – Gallimard, 2008, ISBN 978-2070119455, český překad Ivan Brůha, Odeon, 2008, ISBN 978-80-207-1318-6
- The Security Organs of the Russian Federation – A Brief History 1991–2005 – Publishing House, 2006 (dostupné online)